# Винекен, Александр Георгиевич
Барон Алекса́ндр Гео́ргиевич Винекен (1868—1917) — русский военный агент в Австро-Венгрии, генерал-майор, герой Первой мировой войны.

## Биография
Происходил из баронского рода. Родился 20 марта (1 апреля) 1868 года в семье рижского банкира, австрийского еврея Георга (Георгия Фёдоровича) Винекена (1834—1879), принявшего лютеранство — в 1860-е годы жил в Санкт-Петербурге, где был купцом первой гильдии, содержал банкирскую контору и исполнял обязанности генерального консула Австро-Венгрии.
Окончил Императорский Санкт-Петербургский университет (юридический факультет). В 1893 году выдержал офицерский экзамен при Николаевском кавалерийском училище, был определён корнетом в Лейб-гвардии Гусарский его величества полк. В 1900 году по 1-му разряду окончил Николаевскую академию Генерального штаба.
Чины: поручик (1897), штабс-ротмистр гвардии с переименованием в Генерального штаба капитаны (1900), подполковник (1904), полковник (1908).
Служил старшим адъютантом штаба 14-й кавалерийской дивизии (1900—1901), обер-офицером для поручений при штабе Варшавского военного округа (1901—1904), штаб-офицером для особых поручений при штабе 2-го кавалерийского корпуса (1904). В 1901—1902 отбывал цензовое командование эскадроном в лейб-гвардии Гусарском Его Величества полку.
Участвовал в русско-японской войне: служил старшим адъютантом управления генерал-квартирмейстера 1-й Манчжурской армии (1904—1905), был награждён несколькими орденами. Б. Геруа вспоминал:

Меня взял к себе помощником начальник разведывательного отделения подполковник барон А. Г. Винекен. Дело было живое, интересное, а мой начальник — симпатичный, бодрый, жизнерадостный и работящий человек, с которым у меня сразу установились отличные отношения. В Винекене были приятны его безукоризненное воспитание, манеры выдержка и скромность. Он конечно, совершенно не подходил под тот чванный тип офицера Генерального штаба, который так не любили в строю. Он свободно владел немецким, французским и английским языками; даже, пожалуй, свободнее, чем русским…

Позднее служил штаб-офицером для делопроизводства и поручений управления генерал-квартирмейстера при Главнокомандующем на Дальнем Востоке (1905—1906), помощником делопроизводителя Главного управления Генштаба (1906—1908), старшим делопроизводителем Совета Государственной обороны (1908—1910), делопроизводителем Главного управления Генштаба (1911—1913). В 1910—1911 годах был начальником штаба Либавской крепости.
В 1911 году был записан совладельцем дома № 5 на Малой Московской улице (его брат Г. Г. Винекен приобрёл его ещё в 1909 году), где и жил с семьёй.
12 августа 1913 года назначен военным агентом в Австро-Венгрию. Именно Винекен сообщил в Россию об убийстве эрцгерцога Фердинанда, а позднее — о начале мобилизации в Австро-Венгрии.
С началом Первой мировой войны, 3 ноября 1914 года назначен командующим лейб-гвардии Гродненским гусарским полком, а 22 марта 1915 года произведен в генерал-майоры за отличие по службе, с утверждением в должности. Пожалован Георгиевским оружием
За то, что, в бытность временно командующим отдельной гвардейской кавалерийской бригадой, самоотверженно руководя под неприятельским огнем ее действиями в бою 7 сентября 1915 года в районе д. д. Слобудка-Кашиловецкая, Базар и Бураковка и лично водя в атаку спешенный эскадрон лейб-гвардии Гродненского гусарского полка на неприятельскую пехоту, решительным ударом бригады как в конном, так и в пешем строю, несмотря на упорное сопротивление противника, овладел этими деревнями и отбросил австрийцев до р. Днестра, взяв при этом пленных и трофеи.
8 февраля 1916 года назначен начальником штаба Сводной кавалерийской дивизии, а 4 мая того же года — начальником штаба Гвардейского кавалерийского корпуса.

### Февральская революция
А. Г. Винекен оказался среди военачальников, получивших телеграмму от генерала М. В. Алексеева 2 марта 1917 года с вопросом о необходимости отречения императора. Генералы и адмиралы (М. В. Алексеев, Н. В. Рузский, А. Е. Эверт, А. А. Брусилов, В. В. Сахаров, А. И. Непенин) единодушно призвали Николая II отречься от престола. Кроме троих. По иронии судьбы императора не предали представители народов, с которыми Россия воевала: немец генерал-лейтенант Ф. А. Келлер, австриец генерал-майор А. Г. Винекен и потомок турецкого паши вице-адмирал А. В. Колчак.
2 марта 1917, в день отречения, Николаю II из Гвардейского кавалерийского корпуса была отправлена следующая телеграмма:
До нас дошли сведения о крупных событиях. Прошу Вас не отказать повергнуть к стопам Его Величества безграничную преданность гвардейской кавалерии и готовность умереть за своего обожаемого Монарха. Генерал-адъютант Хан-Нахичеванский. № 277, 03 марта 1917 г.
Генерал от инфантерии Н. А. Епанчин в своих мемуарах утверждал, что телеграмму составил барон Винекен, без ведома командира корпуса Хана Нахичеванского. А когда последний её не одобрил, барон ушёл в свой кабинет и застрелился.
Иначе смерть барона Винекена описана в книге бывшего полковника лейб-гвардии Кирасирского Её Величества полка Георгия Адамовича Гоштовта:
В частях Гвард. кавалер. корпуса на 11.III была назначена присяга Временному правительству, которого никто не знал и которому никто не верил.
Низко нависло хмурое серое небо, временами кропя сверху собиравшихся кирасир, холодными мелкими брызгами. На большом лугу у госп. двора Сапожин, еле вытаскивая ноги из хлюпающей, засасывающей глинистой жижи, мрачно собирались эскадроны и команды.
Тот ритуал присяги, к которому, ежегодно, в течение двухсот двадцати пяти лет, готовилось каждое новое поколение российских воинов, — новое звено, прикрепляемое к непрерывно тянущейся цепи, — ритуал, при котором говорили необыденными торжественными словами — теперь заменен был никого не волнующим отбыванием номера, при котором произносили обыденным — тем же, что и на базаре, — языком обещания, пересыпанные опошленными уже на митингах словами, вроде гражданин, воля народа и другими!…
Многие кирасиры, из предусмотрительных крестьян, присяжных листов не подписали.

В этот день присягали и чины штаба корпуса. Давно уже построились на дворе команды. Начальник штаба все не выходил. Когда пошли вторично ему доложить, что все готово, чтобы начать присягу, — генерала барона Виннекен нашли уже мертвым, склонившимся над письменным столом. В его руке еще дымился приставленный к виску револьвер…
По воспоминаниям генерал-майора Б. В. Геруа, близко знакомого с Винекеном, самоубийство барона стало большой неожиданностью для тех, кто его знал. По словам Геруа, «Винекен последнее время явно страдал неврастенией, видимо на почве переутомления». Геруа сообщал, что Винекен оставил записку примерно следующего содержания: «Я поступаю так потому, что чувствую себя больше не в силах работать с пользою во время, когда это особенно нужно».
По воспоминаниям командира Кавалергардского полка, полковника В. Н. Звегинцова, Винекен застрелился при получении манифестов об отречении царя и его брата Михаила.

## Награды
- Орден Святого Станислава 3-й ст. с мечами и бантом (1905)
- Орден Святой Анны 4-й ст. с надписью «За храбрость» (1905)
- Орден Святого Владимира 4-й ст. с мечами и бантом (1905)
- Орден Святой Анны 3-й ст. с мечами и бантом (1906)
- Орден Святого Станислава 2-й ст. с мечами (1907)
- Орден Святого Владимира 3-й ст. (ВП 6.12.1911), мечи к ордену (ВП 10.05.1915)
- Орден Святого Станислава 1-й ст. с мечами (ВП 13.12.1915)
- Орден Святой Анны 1-й ст. с мечами (ВП 9.08.1916)
- Георгиевское оружие (ВП 6.01.1917)

## Семья
Был женат на Ольге Николаевне Логвиновой, дочери уфимского губернатора Н. Х. Логвинова. Их дети:
- Георгий (1902—?)
- Николай (1904—?)